# Муленберг Тауншип (округ Беркс, Пенсільванія)
Муленберг Тауншип (англ. Muhlenberg Township) — селище (англ. township) в США, в окрузі Беркс штату Пенсільванія. Населення — 21 915 осіб (2020).

## Демографія
Згідно з переписом 2010 року, у селищі мешкало 19 628 осіб у 7741 домогосподарстві у складі 5303 родин. Було 8126 помешкань
Расовий склад населення:
| - 85,9 % — білих - 4,3 % — чорних або афроамериканців - 1,5 % — азіатів - 0,3 % — корінних американців - 5,6 % — осіб інших рас |

До двох чи більше рас належало 2,4 %. Частка іспаномовних становила 13,8 % від усіх жителів.
За віковим діапазоном населення розподілялося таким чином: 21,4 % — особи молодші 18 років, 59,5 % — особи у віці 18—64 років, 19,1 % — особи у віці 65 років та старші. Медіана віку мешканця становила 42,9 року. На 100 осіб жіночої статі у селищі припадало 93,3 чоловіків;  на 100 жінок у віці від 18 років та старших — 90,9 чоловіків також старших 18 років.
Середній дохід на одне домашнє господарство  становив 69 702 долари США (медіана — 61 370), а середній дохід на одну сім'ю — 79 874 долари (медіана — 70 217). Медіана доходів становила 48 589 доларів для чоловіків та 37 160 доларів для жінок. За межею бідності перебувало 6,6 % осіб, у тому числі 7,9 % дітей у віці до 18 років та 8,9 % осіб у віці 65 років та старших.
Цивільне працевлаштоване населення становило 10 159 осіб. Основні галузі зайнятості: освіта, охорона здоров'я та соціальна допомога — 23,0 %, виробництво — 19,3 %, роздрібна торгівля — 12,8 %, науковці, спеціалісти, менеджери — 9,3 %.